# Швейцарське романдійське радіо

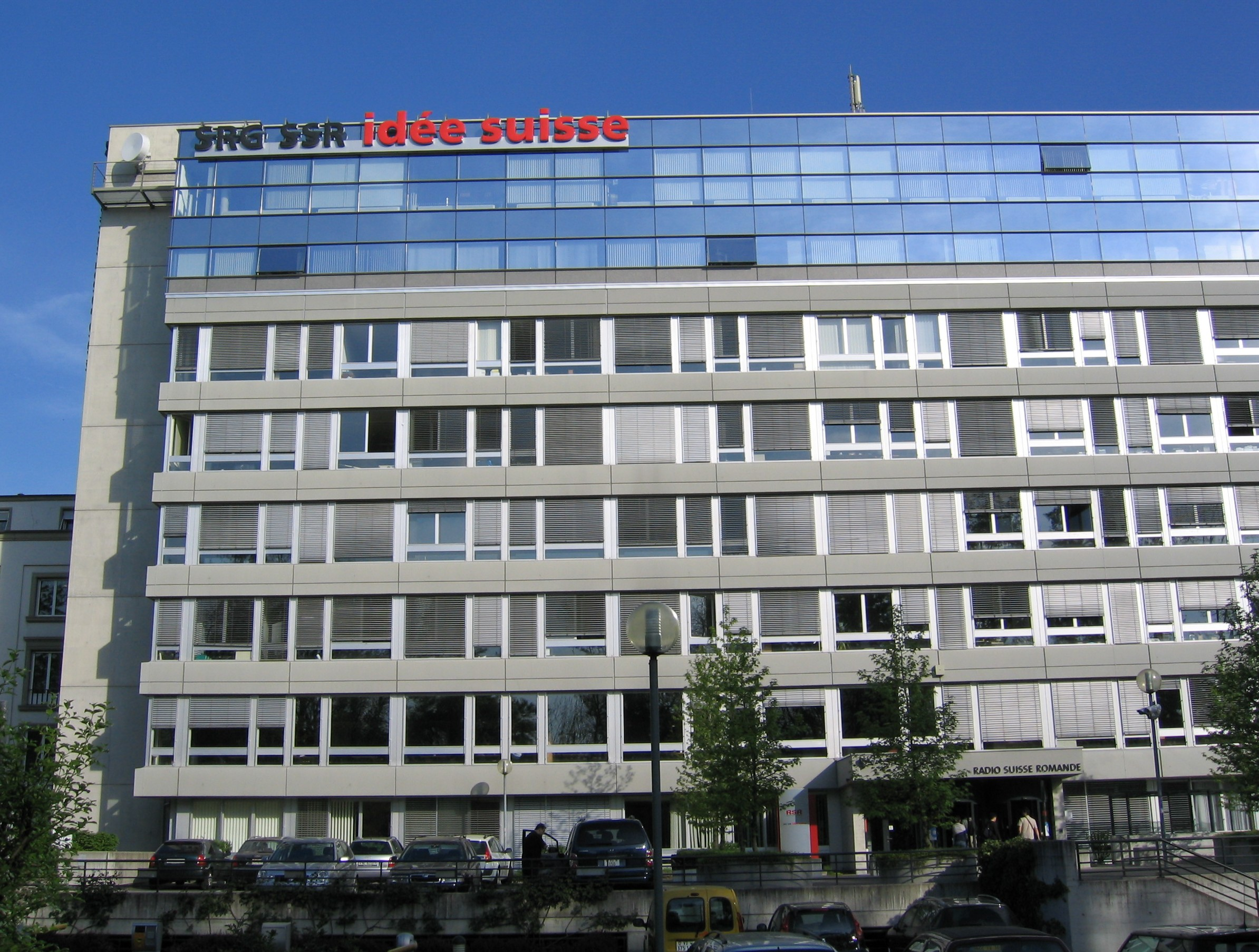
Будівля Maison de la Radio в Лозанні

Швейцарське романське радіо (RSR) було франкомовною радіостанцією, що відповідала за виробництво та трансляцію програм у Швейцарії. Воно входило до складу Швейцарського радіо та телебачення (SRG SSR idée suisse). 29 лютого 2012 року назви RSR і TSR були скасовані, а єдиним брендом стало RTS.

## Хронологія розвитку радіомовлення
- 1922: У Лозанні відкрилася бездротова радіостанція Champ-de-l'Air, розпочавши першу справжню трансляцію[2].
- 1923: Введено в експлуатацію передавач у міжнародному аеропорту Женеви, що дозволило провести перші випробування громадського мовлення.
- 1925: Перша трансляція з Женеви зі студії готелю Hôtel Métropole.
- 1928: Перша трансляція римо-католицької меси.
- 1931: Відкриття Швейцарського національного передавача в Соттенсі. Швейцарське телеграфічне агентство (ATS) стало ексклюзивним постачальником новин[3].
- 1935: У Лозанні відкрили Maison de la Radio. Анжель Голе запустила програму «Улюблена платівка слухача»
- 1936: Radio-Genève запустило першу програму про поточні події «Micro-Magazine».
- 1939: Створення трупи Радіотеатру.
- 1940: Урочисте відкриття Maison de la Radio на бульварі Карл-Фогт у Женеві[3].
- 1941: У розкладі програм з'являється «Quart d'heure vaudois»(Чверть години у Во)[4] Самюеля Шевальє. Колонка Рене Пайо на Radio-Sottens транслюється для тисяч громадян окупованих Франції та Бельгії
- 1943: Radio-Lausanne представляє «Le Miroir du temps» (Дзеркало часу) Бенжамена Ром'є.
- 1946: Radio-Lausanne запускає «La Chaîne du bonheur» (Ланцюг щастя), програму самодопомоги. Також відбулася прем'єра детективного серіалу «Загадки та пригоди» Марселя де Карліні та Жоржа Гоффмана на Radio-Genève.
- 1951: Прем'єра естрадного конкурсу «Le Maillot jaune de la chanson».
- 1955: Створення програми «Discanalyse» Бенджаміна Ром'є.
- 1956: Запуск другої програми на швейцарському романському радіо, що транслюється на ультракоротких хвилях, — Espace 2. Вона спеціалізувалася на культурі та класичній музиці.
- 1974: Radio Lausanne і Radio Geneva були об'єднані, ставши Radio Suisse Romande[5].
- 1979: Початок стереомовлення.
- 1982: Radio Suisse Romande запускає третю програму для молодої аудиторії — Couleur 3.
- 1994: Запуск четвертої програми на середніх хвилях — Option Musique, а також створення Релігійного мовлення RSR.
- 2009: 19 березня SSR оголошує, що Radio Suisse Romande і Télévision Suisse Romande об'єднаються в єдину корпоративну одиницю під назвою Radio Télévision Suisse (RTS), починаючи з 2010 року. Аудіоархів RSR тоді був зареєстрований як швейцарський культурний актив національного значення.
- 2010: 1 січня RSR об'єднується з TSR, створюючи  RTS.
- 2012: 29 лютого RSR було перейменовано на RTS.
- 2022: У Женеві провулок Passage de la Radio перейменовано на Passage Marie-Claude Leburg[6].

## Програми
:RSR виробляло п’ять основних програм:
La Première: загальна програма.
Espace 2: культура та класична музика.
Couleur 3: програма для молоді.
Option Musique: музична програма з хітами минулого та сьогодення.
Всесвітнє радіо Швейцарії: радіостанція, орієнтована на англомовне населення Швейцарії.

## Відомі ведучі

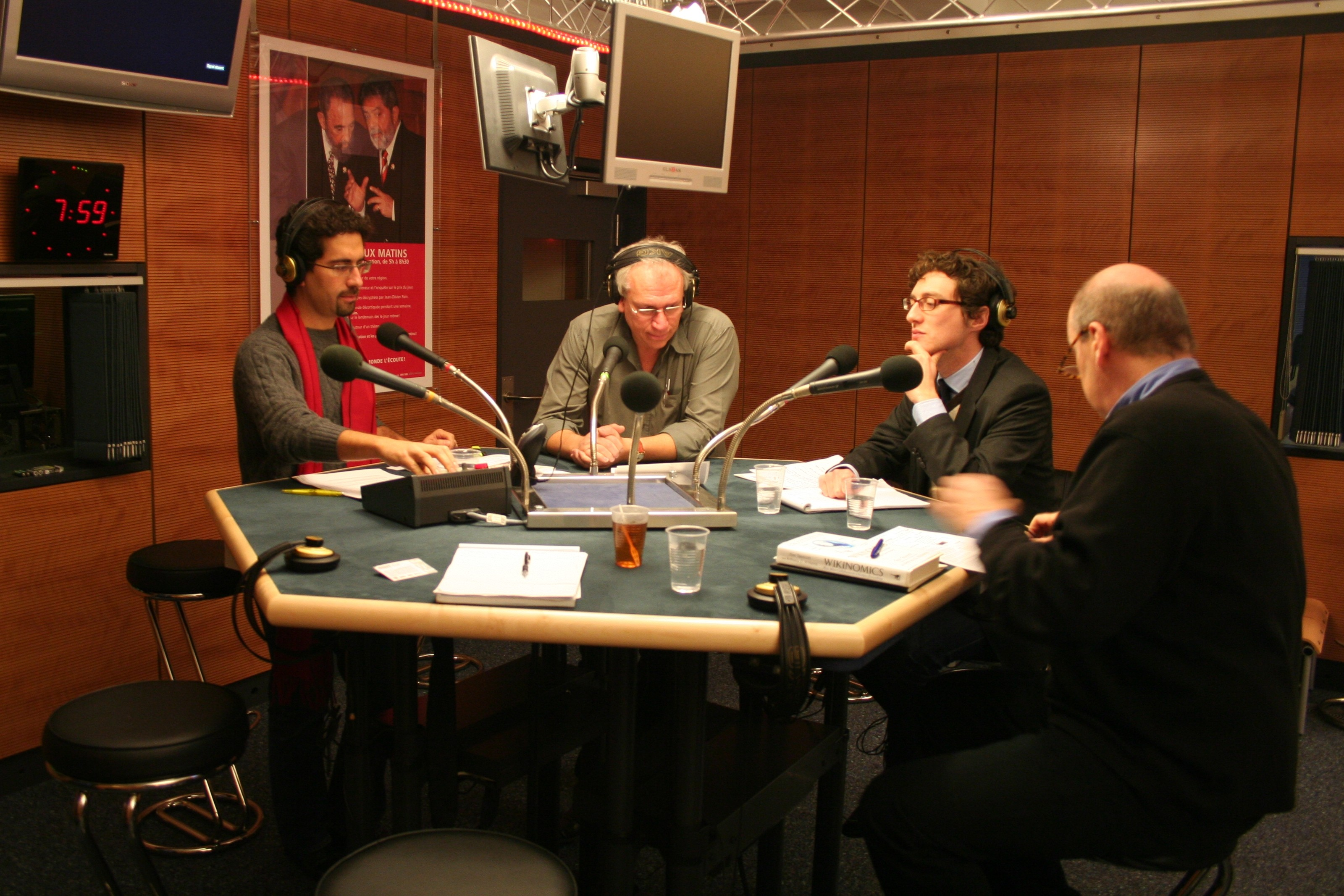
Фатхі Дердер (ліворуч), ведучий програми Le Grand 8 на швейцарському романському радіо, 2007 рік.

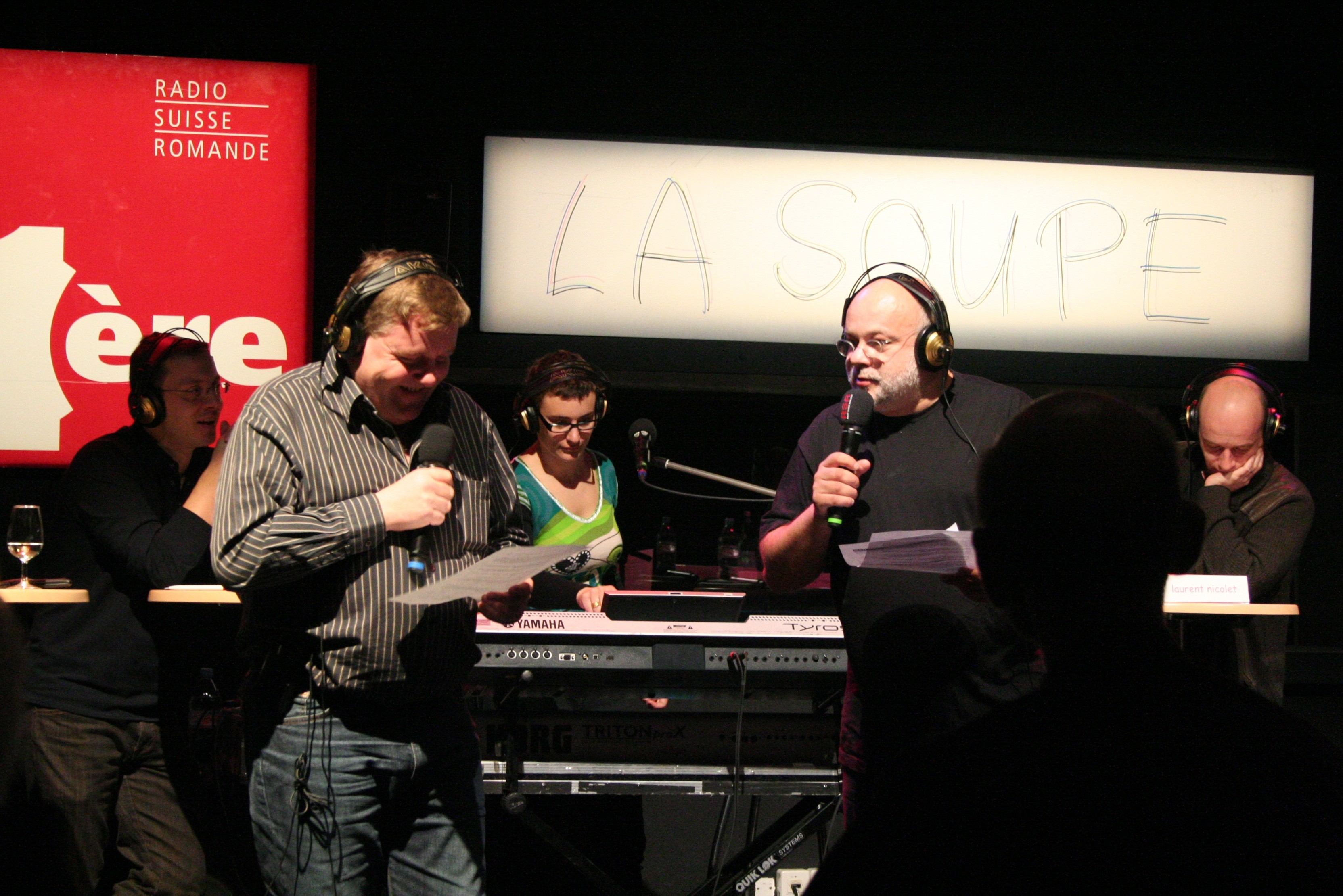
Тьєррі Мері та Лоран Флюч на зйомках Soupe le; на задньому плані Янн Ламб'єль, Сандрін Вільйо та Лоран Ніколе.

- Паскаль Бернгайм: «На кінчику язика», «Післяобіддя», «Відеоігри», «Бранч», «Різні думки», «Медіалоги», сатирична колонка.
- Лоуренс Бісанг: «Колір 3», «Щоденник щастя», «17 грамів щастя», «Вільні електрони», «Ми говоримо про це», «Дикодери», «Синопсис».
- Мусс і П'єр Буланже: «Торговці образами», «Прохід поета», «Універсальна поезія», «Трибуна поетів».
- Мадлен Кабош: «Атмосфери», «Діти 3», «Нічого не вирішено».
- Марсель Сельє: «Від Чорного до Балтійського моря», «Таємниця болгарських голосів».
- Жан Шарль: «До ваших послуг», «Схилити чашу терезів», «Післяобіддя», «Любов з дому».
- Андре Шарле: хорові передачі.
- Реймонд Колберт: «Свінгова серенада», «Let's Dance», «Дисканаліз».
- Мішель Денеріаз: «Хлопці у вівторок», «Вечірка як вдома».
- Жак Донзель, "Мікрофон на сцені"
- Даніель Фазан, "Друзі", "Інтер'єри", "Ням-ням"
- Етьєн Фернагю, «Лінія серця»
- Іван Фресар, «Суп повний»
- Еміль Гардас, "За педиками", "Вівторкові хлопці", "Завтра - неділя", "Човен Еміля"
- Філіп Жирар, "Ми говоримо про це"
- Лова Головтчинер, "Сендвіч"," П'ять з п'яти"
- Жорж Гарді
- Патрік Лапп, "П'ять з п'яти", "Аква Концерт"
- Жан Леклерк, "Жива історія"
- Катерина Мішель, "До ваших послуг,"  "За наказом шеф-кухаря",  "Розмови за столом", "Їжа та напої"
- Серж Муассон
- Роджер Нордманн
- Патрік Нордманн, "Позаду ліворуч",  "П'ять з п'яти", "Дикодери"
- Бернард Пішон
- Марен Піге, "З Палати"[7], "Ранковий кіоск" [8], "Ансамблі"[9]
- Даніель Раусіс
- Малік Рейнхард, "Моміфі"[10][11]
- Жан-Марк Рішар: "Голеадо",  "Дикодери", "Естрада", "Весела зебра",  "Всі за всіх", "Маленькі зебри", "Зебри", "Лінія серця"
- Джек Роллан: "Привіт, дух-засновник",  "Ланцюг щастя". Жан-Шарль Сімон: "П'ять з п'яти", "Аква Концерт", "Ням-ням".  Стефан Тібо.

## Відомі журналісти та репортери
- Рафаель Обер
- Жорж Баумгартнер
- Мішель Борі
- Мус Буланжер, "Торговці зображеннями"
- Паскаль Декайє
- Даніель Фавр
- Жан-П'єр Горетта
- Марі-Клод Лебурґ
- Андре Марсель
- Френк Музі
- Рене Пайо
- Ліліан Перрен
- Бенджамін Ром'є, "Дзеркало світу"
- Сквібс
- Крістіан Сульсер
- Іветт З'Грагген
- Циммерман

## Відомі актори радіотеатру
- Моріс Офер
- Жак Брон
- Даніель Філіон
- Джейн Савіньї
- Франсуа Симон
- П'єр Буланже

## Частоти
Option Musique (Музичний варіант RTS) була останньою радіостанцією RSR, що до 2010 року транслювалася на середніх хвилях з передавача Соттенса на частоті 765 kHz. Вночі, з 18:00 до 7:00, цей сигнал добре приймався, зокрема, в Паризькому регіоні.

## Логотипи

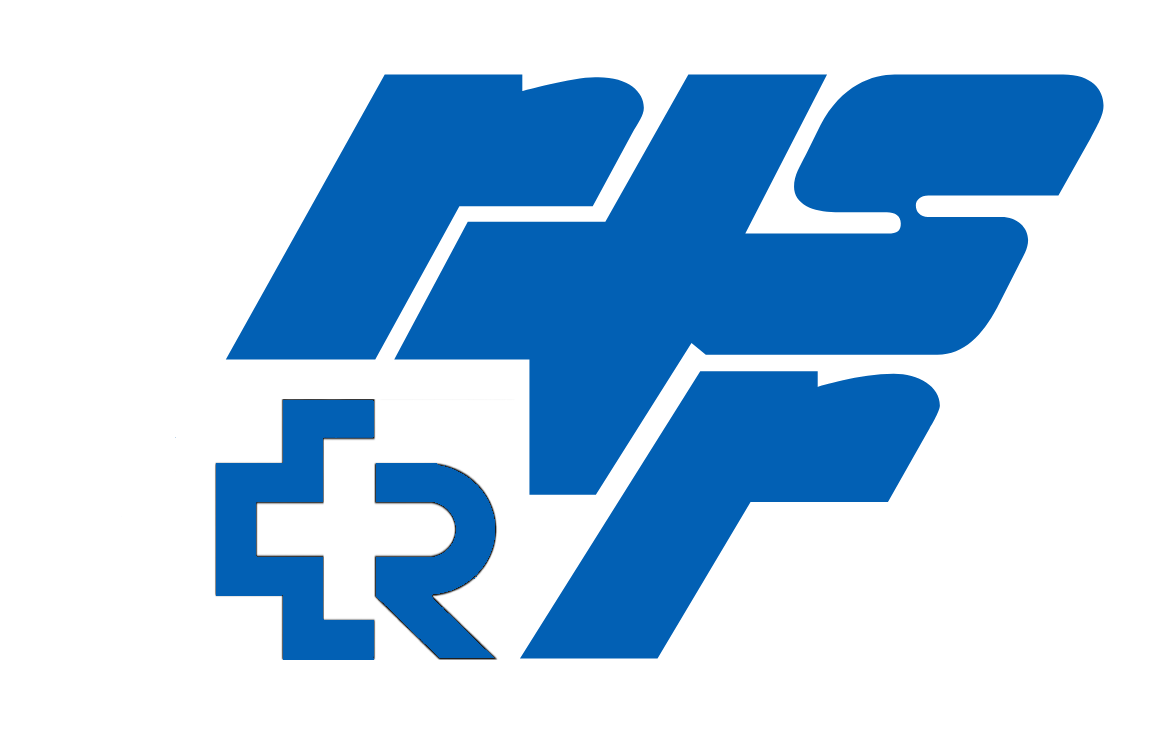
Логотип радіомовлення РТСР з 1977 по 1985 рік.
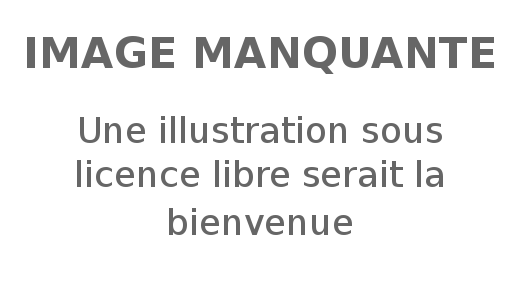
Логотип RSR з 1985 по 1997 рік .
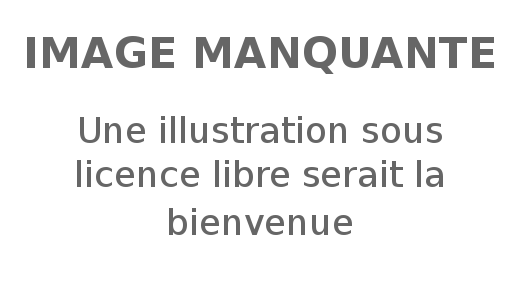
Логотип RSR з 1997 по 1999 рік (з позначкою "болт").
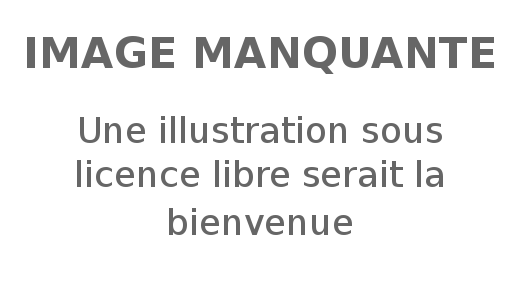
Логотип RSR з 1999 по 2006 рік (без позначки "болт") .
Logo de la RSR jusqu'au 29 février 2012. Логотип RSR до 29 лютого 2012 року.

## Справа про файли з дітьми, пов'язані з сексуальними дітьми
2005 року  ІТ-фахівець, що працював на Radio Suisse Romande, повідомив своєму керівництву про наявність порнографічних зображень, деякі з яких були педофільського характеру, у файлах колеги. Оскільки протягом двох років справа не мала розвитку, він довірився іншому колезі та повідомив керівництву про свій намір звернутися до посередницької групи. За кілька тижнів ІТ-фахівця звільнили за «руйнування довіри».
Ця ситуація набула розголосу в місцевій пресі в лютому та березні 2008 року [13]. Навколо звільненого фахівця виник рух, який засуджував «замовчування справи про сексуальне насильство над дітьми». 2 квітня 2008 року рада директорів призначила колишнього суддю Жака Реймона для проведення незалежного розслідування. У своєму звіті від 2 липня 2008 року він підтвердив, що питання було розглянуто «як сімейна таємниця», але також визнав звільнення ІТ-фахівця обґрунтованим. Він запропонував звільнити працівника, якому належали файли, але не вважав за потрібне замінювати директора RSR.
Згідно з іншим розслідуванням, проведеним суддею Філіпом Вот'є, деякі з інкримінованих файлів зникли в період з 2005 по 2007 рік. З тих, що залишилися, тринадцять були визнані судом як такі, що зображують молодих дівчат, «очевидний вік яких становить від 12 до 14 років» в «еротичних позах». Також було розпочато друге розслідування за скаргою, поданою керівництвом RSR.

## Пов'язані статті
- Швейцарська телерадіомовна корпорація
- Швейцарське радіо та телебачення
- Швейцарська телерадіомовна корпорація
- Швейцарське радіо DRS (німецька)
- Radio svizzera di lingua italiana (італійська)
- Радіо та телебачення «Свізра Румантска» (ретороманська)
- Swissinfo/SRI, колишнє Міжнародне швейцарське радіо
- Громадські франкомовні радіостанції

## Франкомовні суспільні мовники
- Бельгійське радіо та телебачення французької громади
- Радіо Франція
- RFI
- Закордонна прем'єрна мережа
- Радіо Канади

## Зовнішні посилання
- Radio-Lausanne sur le site des bibliothèques de Genève
- Le radio-théâtre en Suisse romande sur le site des bibliothèques de Genève